# 三好悟
三好 悟（みよし さとる、1963年6月10日 - ）は、福井県三方郡美浜町出身のボート競技選手（ローイング競技選手）。

## 経歴
1963年（昭和38年）6月10日、福井県三方郡美浜町に生まれた。美浜町は三方五湖の湖岸にあり、久々子湖を用いたボート競技（ローイング競技）が盛んな町である。
1984年（昭和59年）にはロサンゼルスオリンピックのボート競技男子舵手つきフォアに出場した。漕手は三好のほかに阿部肇、川本俊介、前口英明の4人であり、舵手は小池明広である。準決勝で敗退（8位）した。
1986年（昭和61年）3月、中央大学商学部を卒業した。韓国・ソウルで開催された1986年アジア競技大会では、阿部肇とのペアで男子舵手なしペアに出場して金メダルを獲得した。
1988年（昭和63年）にはソウルオリンピックのボート競技男子舵手なしペアに出場した。漕手は三好と小林眞樹である。敗者復活戦で敗退した。中国・北京で開催された1990年アジア競技大会では、舵手つきエイトに出場して銀メダルを獲得した。
現役引退後は母校の中央大学ボート部で指導者を務めた。2018年（平成30年）12月には日本ボート協会の強化委員に就任し、2019年（令和元年）12月には強化委員会オフィサーに就任した。2020年（令和2年）10月1日、強化委員長の長畑芳仁の辞任を受けて、強化委員長兼タレント発掘委員長に就任した。

## 大会結果
| 年     | 大会             | 競技       | 種目               | 順位              |
| ------ | ---------------- | ---------- | ------------------ | ----------------- |
| 1984年 | ロサンゼルス五輪 | ボート競技 | 男子舵手つきフォア | 8位（準決勝敗退） |
| 1988年 | ソウル五輪       | ボート競技 | 男子舵手つきペア   | 敗者復活敗退      |